# M50-Gasmaske

M50-Gasmaske

Die M50-Gasmaske wird von den US-Streitkräften seit Dezember 2009 verwendet. Sie ist ein Nachfolgemodell der MCU-2/P-Gasmaske und der M40-Gasmaske. Sie besteht aus Chlorbutylkautschuk (Chlorobutyl rubber silicone) und wiegt 0,86 kg (1,9 lb). Die Maske bietet für 24 Stunden vollen Atemschutz. Am unteren Teil der Maske befindet sich ein Trinkanschluss.
Sie hat im Vergleich zu den Vorgängermodellen ein geringeres Gewicht und ein größeres Sichtfeld. Sie verfügt im Gegensatz zu den Vorgängermodellen über zwei Filteranschlüsse.
Als Varianten für zivile Einsatzzwecke sind die FM50 und die C50 erhältlich.